# Liolaemus hatcheri
Espèce
Synonymes
- Vilcunia periglacialis Cei & Scolaro, 1982
- Liolaemus periglacialis (Cei & Scolaro, 1982)

Statut de conservation UICN

 LC  : Préoccupation mineure
Liolaemus hatcheri est une espèce de sauriens de la famille des Liolaemidae.

## Répartition
Cette espèce est endémique d'Argentine. On la trouve entre 900 et 1 500 m d'altitude.

## Description
C'est un saurien vivipare.

## Étymologie
Cette espèce est nommée en l'honneur de John Bell Hatcher.

## Publication originale
- Stejneger, 1909 : Batrachians and Reptiles, Part. II, p. 211-224 in Scott, 1909 : 1905-1911: Reports of the Princeton University Expeditions to Patagonia, 1896-1899 vol. 3, Part. 1, Zoological Princeton University, p. 1-374.